# Journal of Biological Education
Journal of Biological Education — це щоквартальний рецензований академічний науковий журнал, що висвітлює біологічну освіту.
Journal of Biological Education був заснований у 1967 році, належить Королівському біологічному товариству та публікується видавництвом Taylor & Francis.
Головний редактор — Марк Вінтерботтом (Кембріджський університет).
За даними Journal Citation Reports, журнал має імпакт-фактор 2022 року 1,1.

## Цілі та сфера застосування
Journal of Biological Education є форумом, на якому останні досягнення в дослідженнях у сфері викладання, навчання та оцінювання біології можуть сприяти формуванню політики та практики біологічної освіти для людей будь-якого віку, об’єднуючи вчителів, дослідників і педагогів у спільній роботі з покращення біологічної освіти на міжнародному рівні.
Особлива увага приділяється дослідженням, пов’язаним з освітньою практикою, керуючись освітніми реаліями в системах, школах, коледжах, університетах (включаючи освіту вчителів біології) та неформальних навчальних закладах, і в журналі вітаються рукописи від педагогів і дослідників, які працюють у всіх цих умовах. Рукописи приймаються тільки теоретично обґрунтовані та методологічно точні.